# Maison à tourelle (Verneuil-sur-Avre)
La maison à tourelle dite aussi maison de la Renaissance est un monument de la ville de Verneuil-sur-Avre dans l'Eure.

## Localisation
La maison est située rue du Canon et rue de la Madeleine à Verneuil-sur-Avre. Elle abrite l'actuelle bibliothèque municipale Jérôme Carcopino.

## Histoire
C'est une bâtisse datée de la 2e moitié du XVe siècle. Elle est classée au titre des monuments historiques par la liste de 1862.

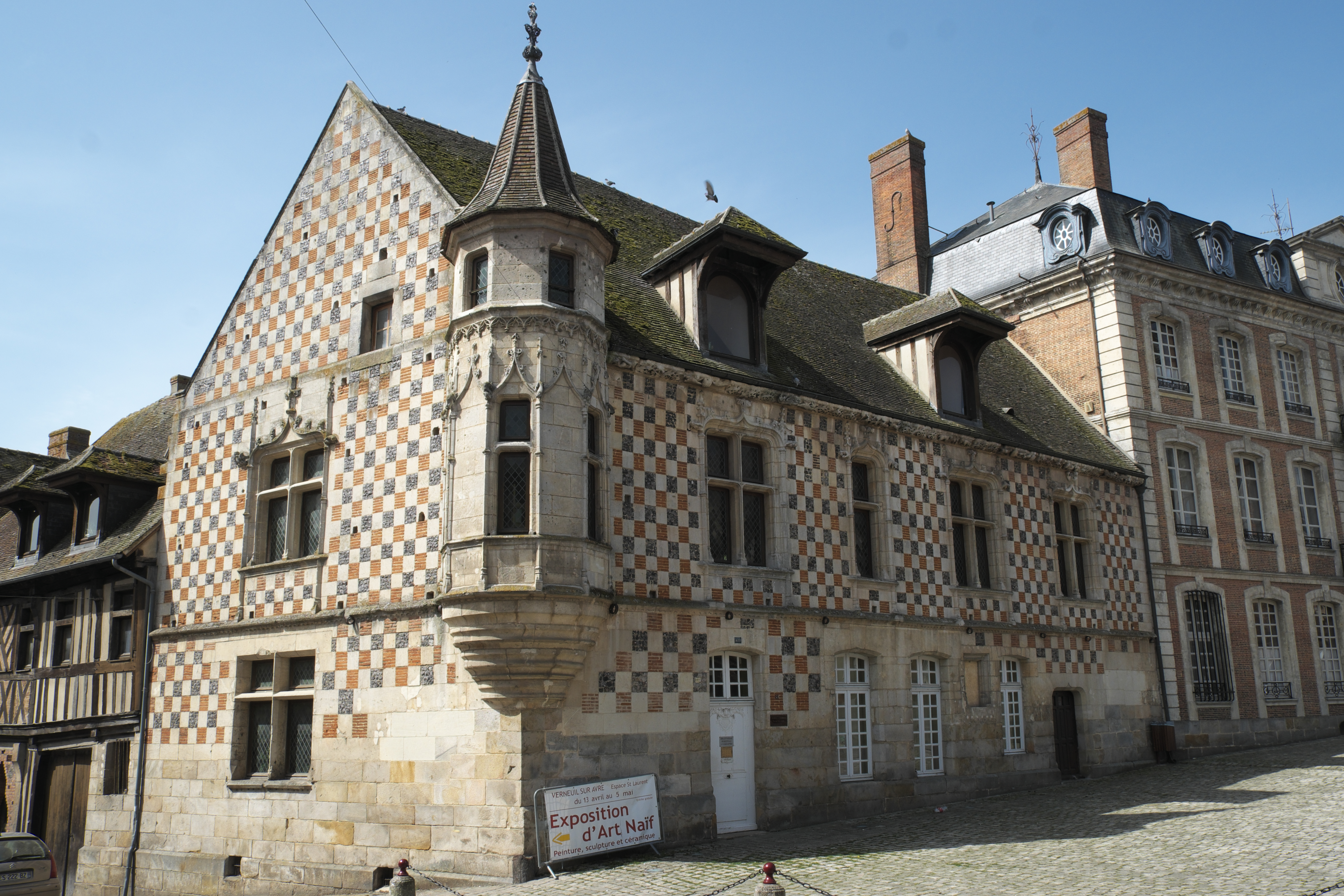
Maison Renaissance à tourelle du XVe siècle (bibliothèque municipale).
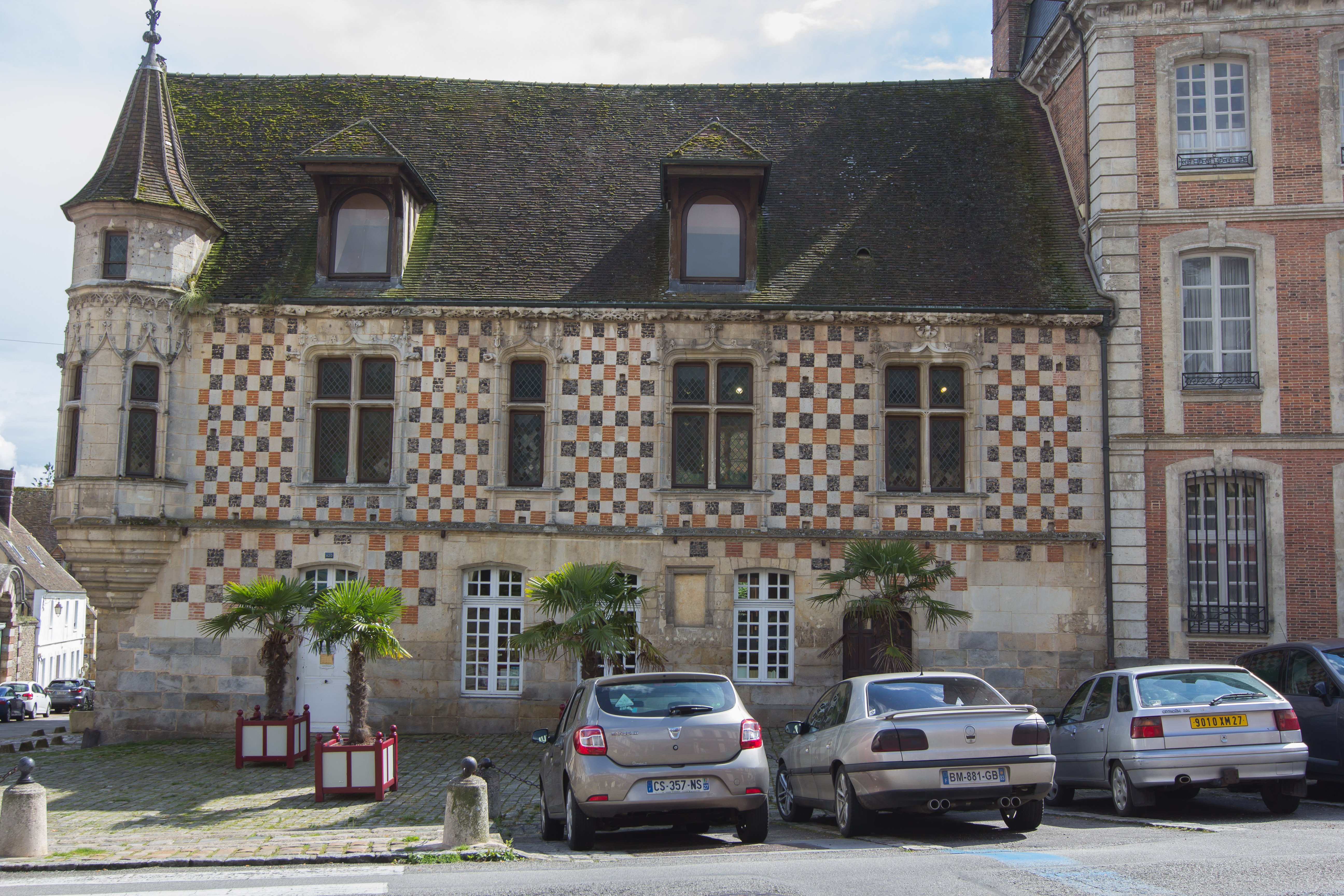
Bibliothèque municipale Jérôme Carcopino.
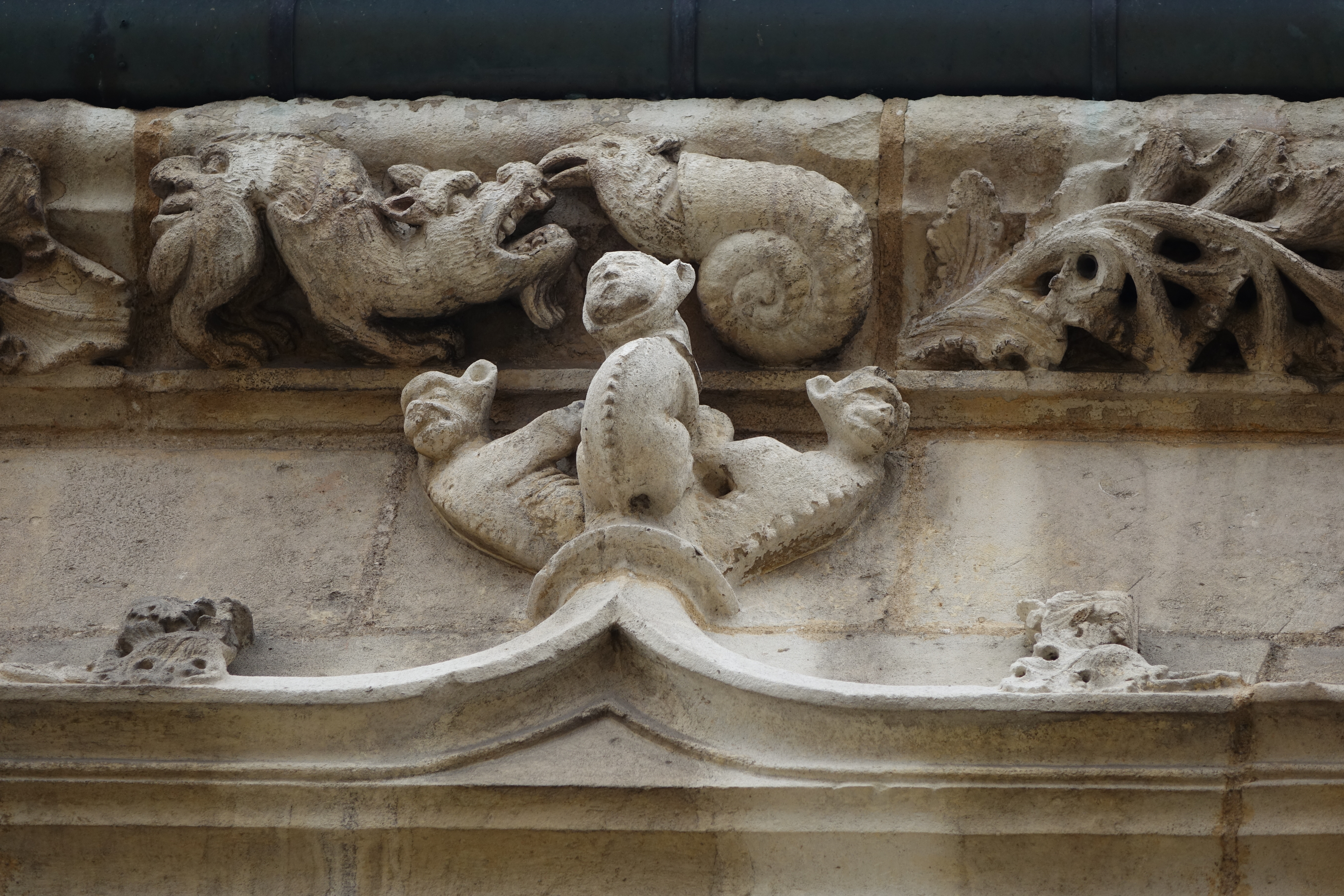
Détail de la façade de la maison à tourelle du XVe siècle à Verneuil-sur-Avre.
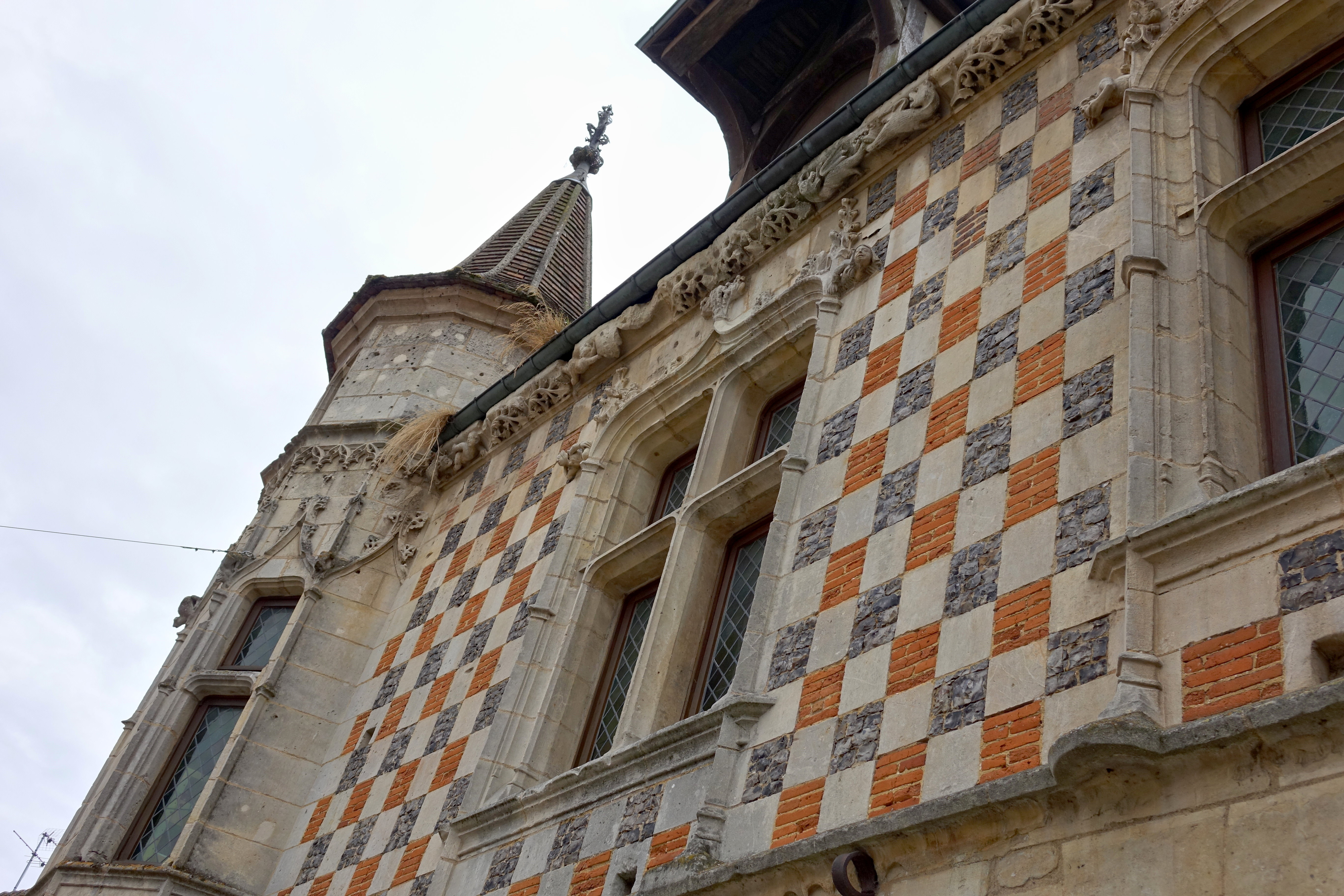
Maison à tourelle du XVe siècle.